# Deutsche Offshore-Rohstoffgewinnung
Die Deutsche Offshore-Rohstoffgewinnung ist die Erkundung und Förderung von Erdöl und Erdgas in den deutschen Hoheitsgewässern sowie der deutschen ausschließlichen Wirtschaftszone (AWZ) in der Nordsee. Hauptakteur ist der Konzern RWE Dea.

## Gebiete

### Mittelplate
Auf der Mittelplate wurden 2006 knapp 60 % des gesamten deutschen Erdöls gefördert. Die Jahresproduktion beträgt rund 1,4 Millionen Tonnen Erdöl. Die Reserven der Lagerstätte liegen laut Betreiber RWE Dea bei etwa 40 Millionen Tonnen. Mittelplate bildet somit fast 65 % der nationalen Rohölreserven. Mittelplate ist eine stationäre „Erdölerkundungs- und Förderplattform“. Das auf der Mittelplate geförderte Rohöl wird sowohl mit Schleppern und mit Bargen zur Weiterverarbeitung nach Brunsbüttel gebracht, als auch per Pipeline zur Raffinerie Hemmingstedt bei Heide. Neuerdings werden Bohrungen als Schrägbohrung (Vertikal-Horizontal-Bohrung) nach Norden bis unter das Nordseebad Büsum vorangetrieben.

### Schwedeneck-See

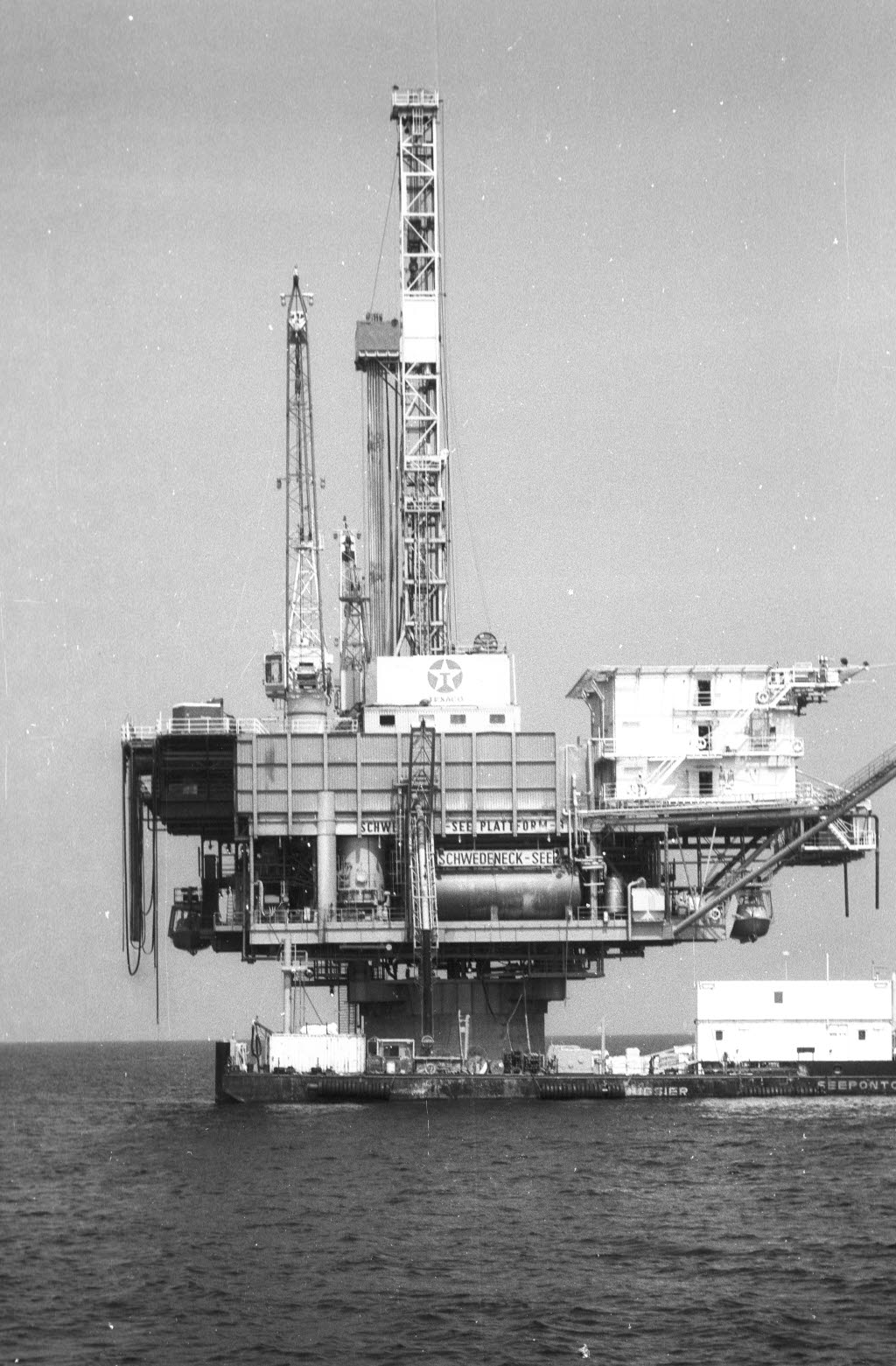
Bohrinsel Schwedeneck-See von Texaco (1985)

Im Feld Schwedeneck-See in der Kieler Bucht fand die erste deutsche Offshore-Bohrung von 1984 bis 2000 statt. In ihm wurden insgesamt 3,5 Millionen Tonnen Öl gefördert. 2013 war die Wiederaufnahme der Förderung in der Schwedeneck-See durch RWE Dea geplant.

### Entenschnabel
1974 wurde im Entenschnabel, etwa 300 km von der deutschen Nordseeküste entfernt, erstmals erfolgreich nach Erdgas gebohrt. Bis 1988 wurde durch drei weitere Bohrungen das Gasfeld A6/B4 genauer untersucht. Am 18. September 2000 begann eine Vorbereitungsphase von 18 Monaten, nach der der planmäßige Förderbetrieb aus drei abgeteuften Bohrungen aufgenommen wurde. Der Transport des Gases erfolgt durch die damals bereits bestehende NOGAT-Pipeline am Meeresgrund von der Förderstätte nach Den Helder in den Niederlanden. Erst dadurch wurde das Projekt wirtschaftlich. Das Projekt ist das erste Offshore-Projekt im Bereich des deutschen Festlandsockels der Nordsee, geplant und realisiert in enger Zusammenarbeit mit der Wintershall Noordzee B.V. in Den Haag. Das Unternehmen bohrte bis zu 4.500 Meter in den Meeresgrund.